# The Elder Scrolls

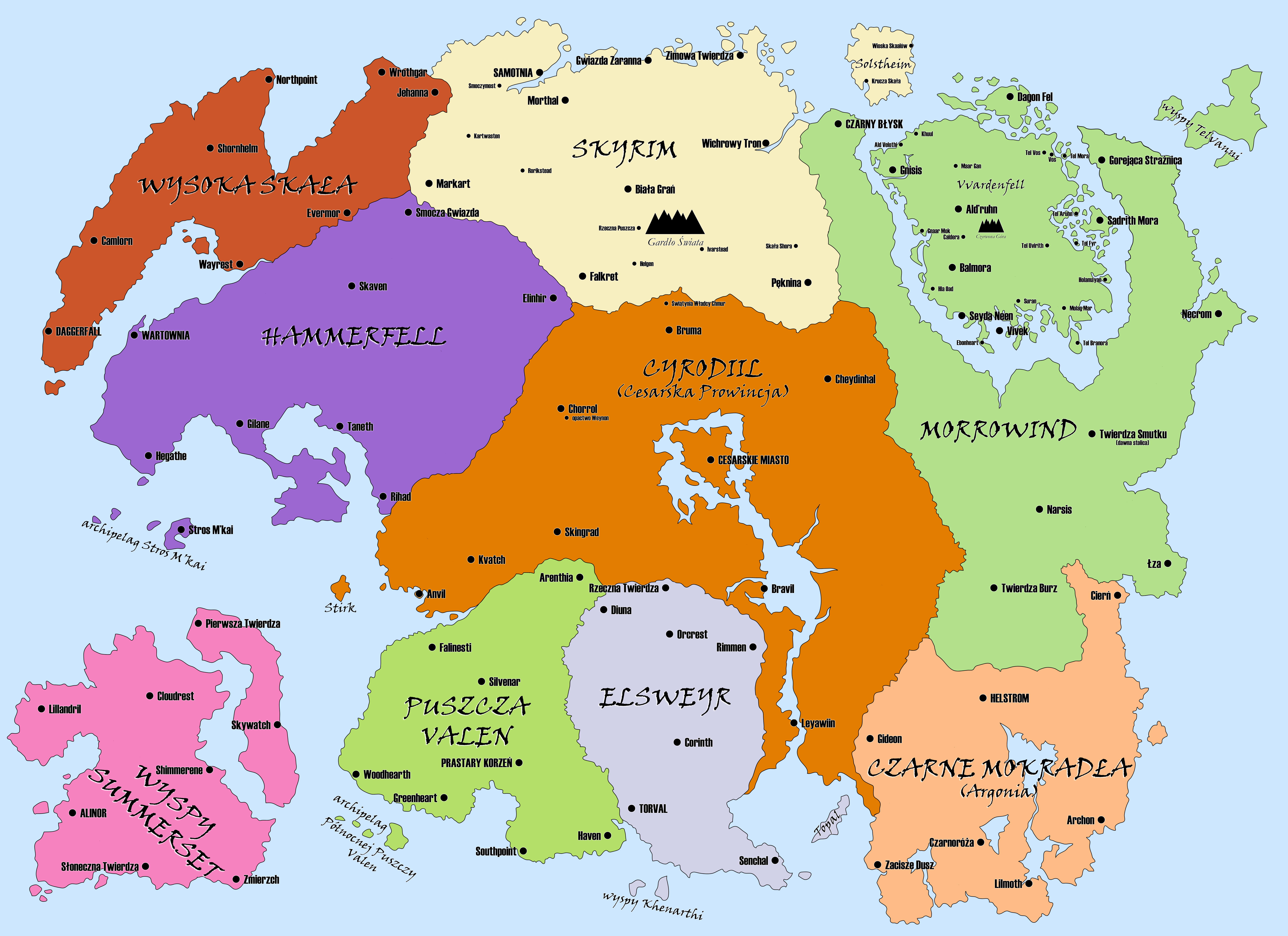
Mapa kontynentu Tamriel, na którym rozgrywa się fabuła serii.

The Elder Scrolls (w skrócie TES) – seria komputerowych gier fabularnych stworzona przez studio Bethesda Softworks. Prace nad serią rozpoczęły się w 1992, wcześniej zespół tworzył przede wszystkim gry sportowe. W 1994 został wydany The Elder Scrolls: Arena na system MS-DOS, który zapoczątkował serię The Elder Scrolls. Gry z serii charakteryzują się swobodą w działaniu, co jest wynikiem specjalnie zaprojektowanego świata gry. Świat gry to ogromny tętniący życiem kontynent o nazwie Tamriel. Większość obszaru gry jest dostępna dla graczy już na samym początku rozgrywki. Seria oferuje wiele możliwości, począwszy od personalizacji postaci, skończywszy na rozwijaniu umiejętności czy wykonywaniu zadań.

## Gry z serii
| Tytuł                                     | Dodatki                                                                                       | Platforma i rok wydania |
| ----------------------------------------- | --------------------------------------------------------------------------------------------- | --- |
| The Elder Scrolls: Arena                  | –                                                                                             | MS-DOS (1994) |
| The Elder Scrolls II: Daggerfall          | –                                                                                             | MS-DOS (1996) |
| The Elder Scrolls III: Morrowind          | The Elder Scrolls III: Trójca (2002) The Elder Scrolls III: Przepowiednia (2003)              | Microsoft Windows, Xbox (2002) |
| The Elder Scrolls IV: Oblivion            | The Elder Scrolls IV: Knights of the Nine (2007) The Elder Scrolls IV: Shivering Isles (2007) | Microsoft Windows, Xbox 360 (2006) PlayStation 3 (2007)                                                                                       |
| The Elder Scrolls V: Skyrim               | Dawnguard (2012) Hearthfire (2012) Dragonborn (2012)                                          | Microsoft Windows, Xbox 360, PlayStation 3 (2011) Xbox One, PlayStation 4 (2016) Nintendo Switch (2017) PlayStation 5, Xbox Series X/S (2021) |
| The Elder Scrolls IV: Oblivion Remastered | –                                                                                             | Microsoft Windows, PlayStation 5, Xbox Series X/S (2025)                                                                                      |

## Gry powiązane z serią
Pojawiło się także kilka gier, które nie są bezpośrednio powiązane z powyższymi tytułami, ale ich akcja rozgrywa się w uniwersum serii:
| Data wydania | Tytuł                                  | Platforma                           |
| ------------ | -------------------------------------- | ----------------------------------- |
| 1997         | An Elder Scrolls Legend: Battlespire   | MS-DOS                              |
| 1998         | The Elder Scrolls Adventures: Redguard | MS-DOS                              |
| 2003         | The Elder Scrolls Travels: Dawnstar    | telefon komórkowy                   |
| 2004         | The Elder Scrolls Travels: Stormhold   | telefon komórkowy                   |
| 2004         | The Elder Scrolls Travels: Shadowkey   | Nokia N-Gage                        |
| (anulowana)  | The Elder Scrolls Travels: Oblivion    | PSP                                 |
| 2014         | The Elder Scrolls Online               | Microsoft Windows, macOS, PS4, XONE |
| 2017         | The Elder Scrolls: Legends             | Microsoft Windows, Android, iOS     |
| 2019         | The Elder Scrolls: Blades              | Android, iOS, Nintendo Switch       |

## Książki
W 2009 roku miała miejsce premiera książki Miasto w przestworzach (ang. The Infernal City) napisanej przez Gregory’ego Keyesa, która w Polsce została wydana przez wydawnictwo Amber 27 lipca 2010. Jej akcja toczy się około 40 lat po kryzysie Otchłani. W 2011 roku wydano drugą książkę Gregory’ego Keyesa osadzoną w uniwersum Elder Scrolls o tytule Lord of Souls, która jest kontynuacją The Infernal City. Zarówno Miasto w przestworzach, jak i Lord of Souls były dodawane jako bonus do niektórych przedpremierowych zamówień gry The Elder Scrolls V: Skyrim.